# く

En la escritura japonesa, los caracteres silábicos (o, con más propiedad, moraicos) く (hiragana) y ク (katakana) ocupan el octavo lugar en el sistema moderno de ordenación alfabética gojūon (五十音), entre き y け; y el 28º en el poema iroha, entre お y や. En la tabla a la derecha, que sigue el orden gojūon (por columnas, y de derecha a izquierda), se encuentra en la segunda columna (か行, "columna KA") y la tercera fila (う段, "fila U").
Tanto く como ク provienen del kanji 久.
Pueden llevar el acento dakuten: ぐ, グ.

## Romanización
Según los sistemas de romanización Hepburn, Kunrei-shiki y Nihon-shiki:
- く, ク se romanizan como "ku".
- ぐ, グ se romanizan como "gu".

## Escritura
| Escritura de く | Escritura de ク |

El carácter く se escribe con un solo trazo con una forma que recuerda a una C angulosa, y que empieza siendo una diagonal hacia abajo a la izquierda, forma ángulo y sigue hacia abajo a la derecha.
El carácter ク se escribe con dos trazos:
1. Trazo diagonal hacia abajo a la izquierda.
2. Trazo que empieza horizontal hacia la derecha, forma un pico y baja haciendo una curva hacia la izquierda.

## Otras representaciones
- Sistema Braille:

| ● ● －－ －● |

- Alfabeto fonético: 「クラブのク」 ("el ku de kurabu", donde kurabu, del inglés crab, significa cangrejo)
- Código Morse: ・・・－

- Datos: Q40554
- Multimedia: く / Q40554